# Geisterfotografie

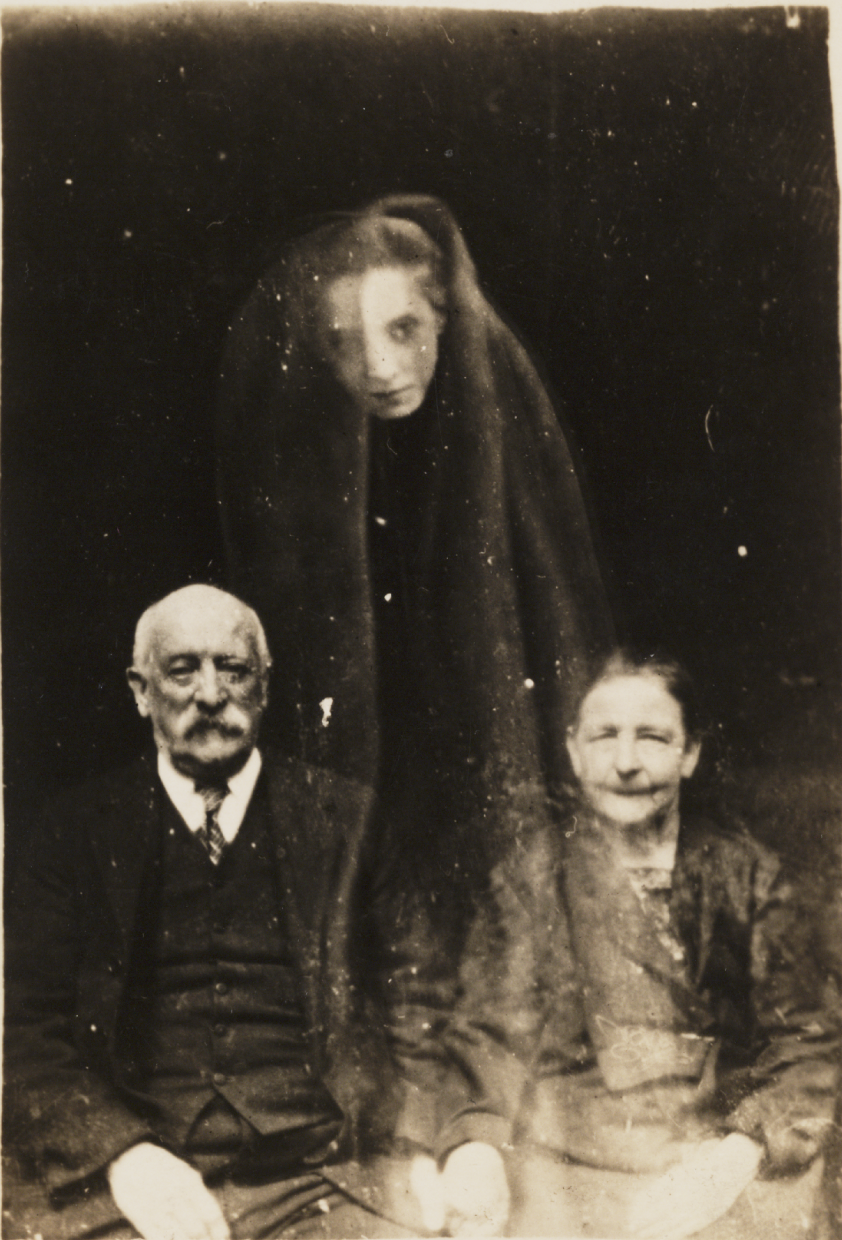
Älteres Ehepaar mit dem Geist einer jungen Frau, Geisterfotografie von William Hope, um 1920

Als Geisterfotografien (englisch spirit photographs) werden fotografische Aufnahmen bezeichnet, auf denen scheinbar Geister, zumeist Abbilder Verstorbener, zu sehen sind. Die Geisterfotografie wurde in der zweiten Hälfte des 19. Jahrhunderts und im frühen 20. Jahrhundert von kommerziellen Fotografen und Spiritisten betrieben und war besonders in den Vereinigten Staaten und im Vereinigten Königreich populär. Die Frage, ob sie als paranormales Phänomen betrachtet werden könnten, förderte das Interesse daran. In Wahrheit handelte es sich immer um Fotomanipulationen.

## Geschichte

### Anfänge

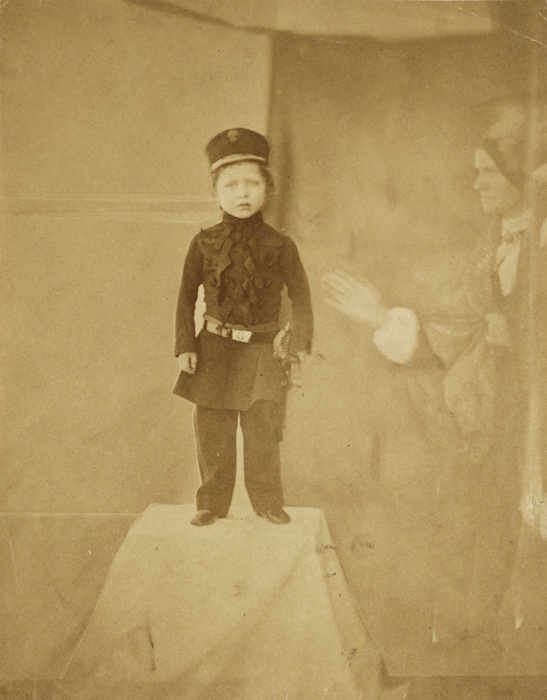
Fotografisches Porträt des britischen Prinzen Arthur von 1854. Am rechten Bildrand ist Arthurs Kinderfrau zu sehen, die kurz ins Bild trat, um ihn festzuhalten.

Die ersten Geisterfotografien entstanden in der Frühzeit der Fotografie durch die langen Belichtungszeiten bei Aufnahme des Motivs. Objekte, die während der Aufnahme bewegt wurden, oder Personen, die kurz in den Bildraum hineintraten, wurden als Schemen oder nur schwach sichtbar auf dem fertigen Foto dargestellt. Man erkannte schnell, dass man diese unbeabsichtigt misslungenen Bilder als Kuriosität vermarkten konnte. Im Jahr 1856 beschrieb der schottische Physiker David Brewster detailliert, wie man scheinbar übernatürliche Effekte bei stereoskopischen Aufnahmen erzielen konnte, indem man Personen erst kurz vor Ende der Belichtungszeit in den Bildraum eintreten lässt. Diese „geisterhaften Erscheinungen“ waren zur Belustigung gedacht.

### Vereinigte Staaten

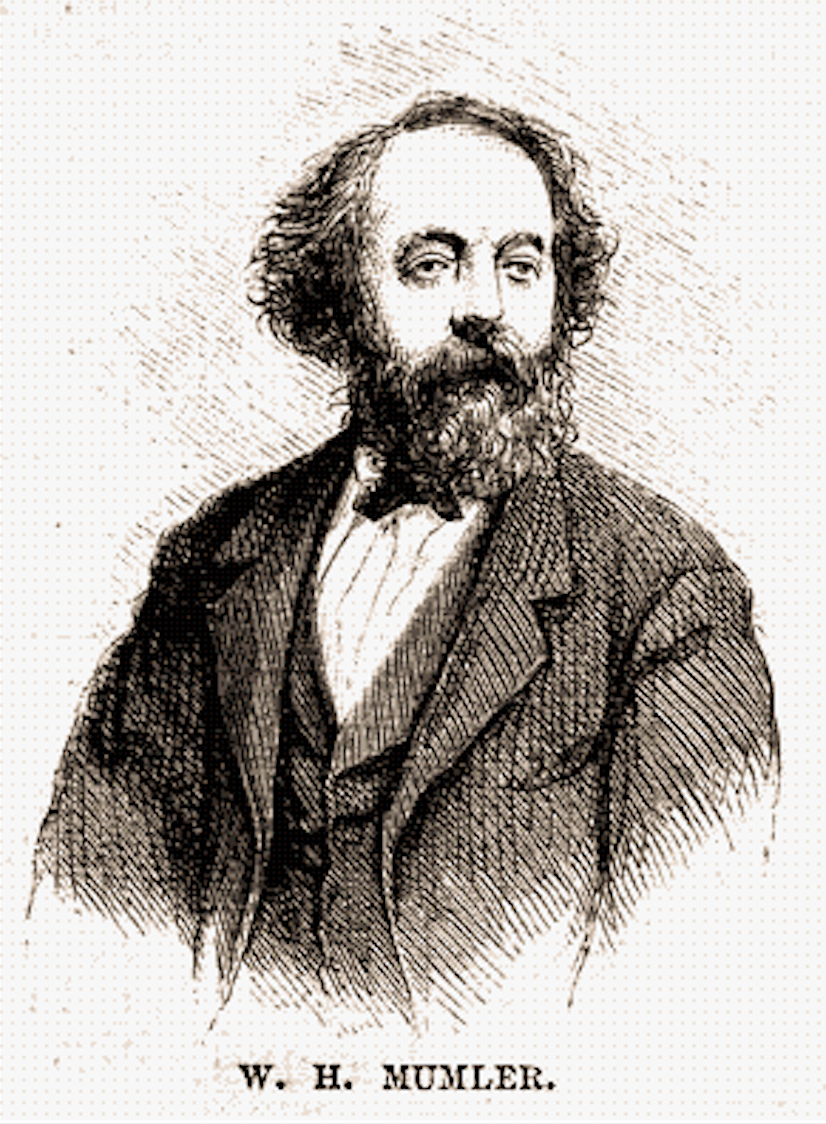
William H. Mumler, 1869

Das wachsende Interesse am Spiritismus auf der einen Seite und das Erstarken der religiösen Erweckungsbewegungen auf der anderen Seite sorgten verbunden mit dem Schrecken des Amerikanischen Bürgerkriegs dafür, dass die Menschen zunehmend daran glaubten, dass die Geisterfotografie tatsächlich übersinnlichen Ursprungs wäre. Der Erste, der erfolgreich Geisterfotografien als Beleg für die Existenz von Gespenstern vermarktete, war der US-Amerikaner William H. Mumler. Eine versehentliche Doppelbelichtung einer bereits verwendeten und nicht gründlich gereinigten Fotoplatte ließ Mumler glauben, den Geist seiner verstorbenen Cousine auf einem Selbstporträt zu erkennen. Basierend auf dieser Erfahrung richtete Mumler 1862 in Boston ein eigenes Fotostudio ein, in dem er zusammen mit seiner Ehefrau seine Dienste als Medium und Ersteller echter Geisterfotografien anbot. Seine Fotografien wurden zu einer Sensation, über die auch in Europa berichtet wurde.
Mumlers Geschäft erwies sich als äußerst lukrativ, doch es mehrten sich die Stimmen, die seine Bilder als Fälschungen bezeichneten. Mumler verließ 1868 Boston und eröffnete ein Atelier in New York. Auch dort sah er sich Skeptikern gegenüber. In einem Aufsehen erregenden Prozess wurde er 1869 unter anderem von P. T. Barnum des Betrugs angeklagt. Das Gericht sah aber keinen schlüssigen Beweis für die Fälschung der Fotografien. Zu Mumlers berühmtesten Aufnahmen zählt eine um 1872 angefertigte Fotografie von Mary Todd Lincoln, der Witwe des 1865 ermordeten US-Präsidenten Abraham Lincoln. Obwohl sie Mumler unter einem anderen Namen vorgestellt wurde und er ihre Identität vorgeblich nicht kannte, konnte Mumler ein Foto anfertigen, auf dem scheinbar Abraham Lincoln und ihr im Vorjahr verstorbener Sohn Tad hinter der Frau standen.
Mumlers Fotografien fanden zahlreiche Nachahmer in den 1860er und 1870er Jahren. Fotografen boten sogar Bibeln mit Geisterfotografien von Mose, Abraham und weiteren alttestamentlichen Propheten an. Die Popularität solcher Bilder schwand in den Vereinigten Staaten Ende des 19. Jahrhunderts, als immer mehr spiritistische Medien als Schwindler entlarvt wurden. Artikel in fotografischen Journalen beschrieben detailliert verschiedene Methoden wie Doppelbelichtungen oder Retusche, mit denen jeder Amateurfotograf Geisterfotografien erstellen konnte.

### England

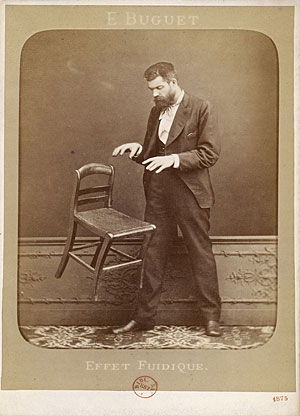
Fotografie Édouard Isidore Buguets von 1875, mit der er seine angebliche Fähigkeit zur Telekinese darstellte

Bereits 1851 soll der Brite Richard Boursnell erste Geisterfotografien erstellt haben, doch sind keine Aufnahmen aus dieser Zeit erhalten. Erst in den 1890er Jahren wurden Spiritisten auf seine angeblichen frühen Werke aufmerksam. Wahrscheinlicher ist es, dass Boursnell wie auch andere Zeitgenossen erst durch die Arbeiten William H. Mumlers inspiriert wurde, eigene Fotos anzufertigen. Die frühesten publizierten Beispiele von Geisterfotografien in England wurden 1872 von Frederick Hudson angefertigt. Hudson profitierte von dem anhaltenden Interesse an Spiritismus und Spukhäusern im späten viktorianischen Zeitalter und versprach seinen Klienten, mit Hilfe von Medien wie Georgiana Houghton und Agnes Guppy Fotografien mit dem „Extra“ echter Geister zu erstellen. Zu Hudsons bekanntesten Kunden zählte der Naturforscher Alfred Russel Wallace. Bereits nach seinen ersten veröffentlichten Fotos wurde Hudson des Betrugs beschuldigt, jedoch nie überführt. Hudson hat sich vermutlich verschiedener Tricks bedient; unter anderem soll er mit einer präparierten Kamera gearbeitet haben, die bereits ein Bild des vermeintlichen Geistes als Positiv enthielt.
Andere Fotografen waren weniger erfolgreich im Verbergen ihrer Tricks. Der französische Fotograf Édouard Isidore Buguet, der selbst als Medium zuerst in London und später in Paris auftrat, wurde 1875 wegen Betrugs angeklagt. Er gab die Fälschung der Geisterfotografien zu. Zudem fand die Polizei bei der Durchsuchung seines Ateliers lebensgroße Puppen, falsche Bärte und mehrere hundert präparierte Fotografien. Buguet wurde zu einem Jahr Gefängnis und einer Geldstrafe verurteilt. Seine Anhänger, unter ihnen der englische Geistliche William Stainton Moses, vermuteten allerdings eine Verschwörung der katholischen Kirche gegen den Spiritisten Buguet. Auch der in den 1890er Jahren aktive schottische Geisterfotograf David Duguid und der um die Jahrhundertwende in Kalifornien wirkende Brite Edward Wyllie wurden des Betrugs überführt.
Nach Angaben von Arthur Conan Doyle, der 1926 eine History of Spiritualism veröffentlicht hatte, gab es 20 bis 30 Spiritisten alleine im Vereinigten Königreich, die Ende des 19. Jahrhunderts als Geisterfotografen aktiv waren. Ihre Fotos unterschieden sich in der Gestaltung der Geistererscheinung; manche Geisterfotografien zeigten anstelle von Personen geometrische Muster als Leuchterscheinung. William Stainton Moses bezeichnete solche abstrakteren Geisterbilder als eine Manifestation von Ektoplasma.

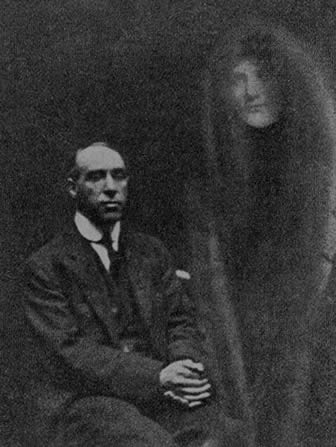
Porträt von Harry Price mit einem angeblichen Geist. Diese Aufnahme von 1922 trug dazu bei, William Hope als Betrüger zu überführen.

Eine Wiederbelebung der Geisterfotografie gab es Anfang des 20. Jahrhunderts durch William Hope. Hope hatte 1905 per Zufall eine Geisterfotografie erstellt. Zusammen mit fünf Freunden gründete er daraufhin in Crewe einen spiritistischen Zirkel. Der Zirkel hielt Séancen ab und spezialisierte sich auf Geisterfotografien, die zunehmend an Popularität gewannen. Während des Ersten Weltkriegs stieg die Nachfrage nach Geisterfotografien, da sich viele erhofften, ein letztes Andenken an im Krieg gefallene Angehörige zu bekommen.
Bereits 1908 erschienen erste Berichte, die Hopes Fotos als Fälschungen entlarvten. Die Entdeckung der Röntgenstrahlung hatte in spiritistischen Kreisen aber den Glauben verstärkt, dass die Technik der Fotografie die ansonsten unsichtbare Geisterwelt sichtbar machen könnte. Als 1916 der berühmte Forscher William Crookes ein Foto von Hope erhielt, auf dem scheinbar der Geist seiner verstorbenen Ehefrau zu sehen war, konnte er Oliver Lodge nachweisen, dass das Bild von Lady Ellen Crookes aus einer zehn Jahre alten Fotografie heraus montiert wurde. Dessen ungeachtet verteidigte der an Spiritismus glaubende Crookes Hopes Fotografien. Zur endgültigen Enttarnung Hopes kam es 1922, als der britische Parapsychologe Harry Price im Auftrag der Society for Psychical Research Hopes Methoden untersuchte und ihm durch Verwendung von vorher markierten Fotoplatten nachweisen konnte, dass die Geisterfotografien manipuliert waren.
Hopes Entlarvung als Schwindler löste einen Streit unter den Anhängern des Spiritismus aus. Der Schriftsteller Arthur Conan Doyle glaubte trotz der vorliegenden Beweise an die Authentizität der Fotografien und verfasste sogar eine Verteidigungsschrift mit dem Titel The Case for Spirit Photography. Doyle galt als einer der prominentesten Anhänger der Geisterfotografie. Er stand im Kontakt zu mehreren Fotografen und sorgte für die Veröffentlichung der – ähnlich wie die Geisterfotos gefälschten – Fotografien der Cottingley Fairies. Erst 1932 endete die Diskussion um Hope und seine Geisterfotografien, als bei einem Vortrag vor der Society for Psychical Research die Erstellung solcher Fotos vorgeführt wurde.
Neben William Hope wurden in den 1920er Jahren weitere Geisterfotografen von Harry Price als Betrüger entlarvt. Price fasste 1936 die Ergebnisse seiner Untersuchungen zusammen: „Es gibt keinen guten Beweis, dass jemals eine Geisterfotografie gelungen war.“ Unterstützung erhielt Price dabei von weiteren Parapsychologen und Bühnenmagiern wie Harry Houdini. Weitere Veröffentlichungen in Journalen wie Scientific American und die zunehmende Bewertung von Spiritismus als Pseudowissenschaft sorgten dafür, dass das allgemeine Interesse an Geisterfotografien Ende der 1920er Jahre schwand.

### Beispiele historischer Geisterfotografien

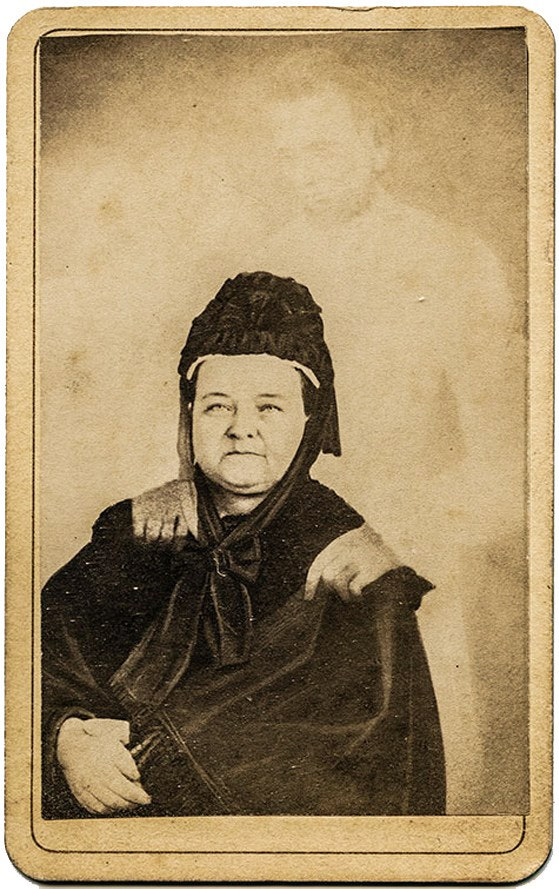
William H. Mumlers Fotografie von Mary Lincoln, um 1872.
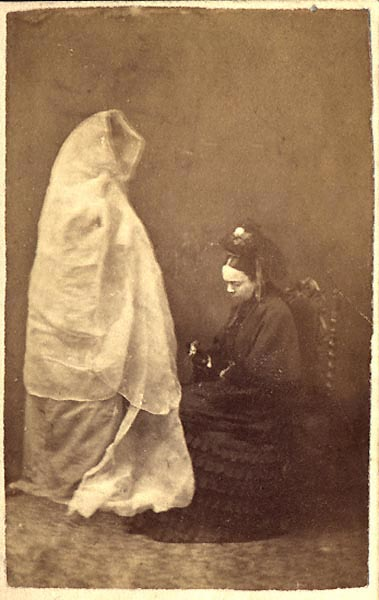
Frederick Hudsons Fotografie von Lady Helena Newenham mit dem Geist ihrer Tochter, 1872.
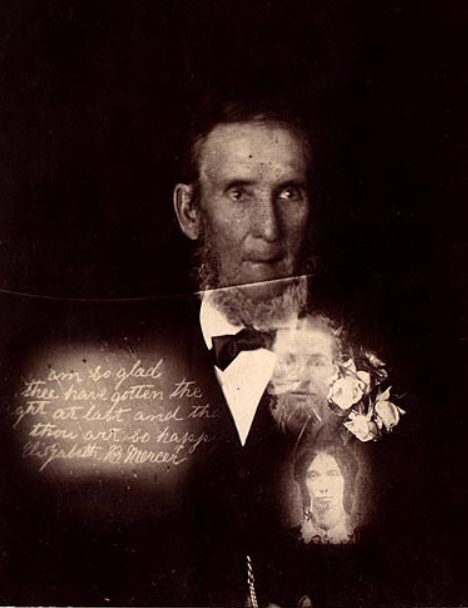
Geisterfotografie von Edward Wyllie, um 1897.
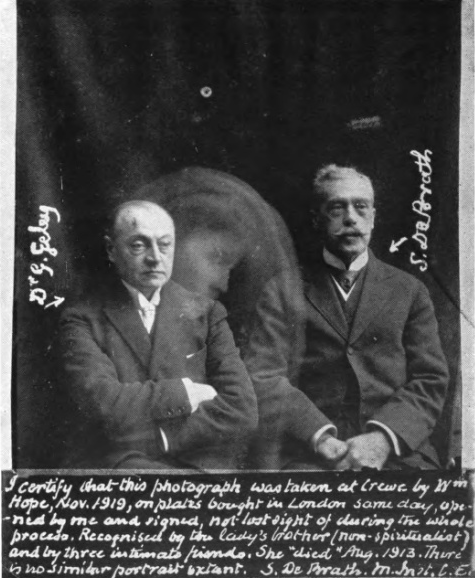
William Hopes Fotografie von Gustav Geley und Stanley De Brath, 1919.

## Moderne Varianten

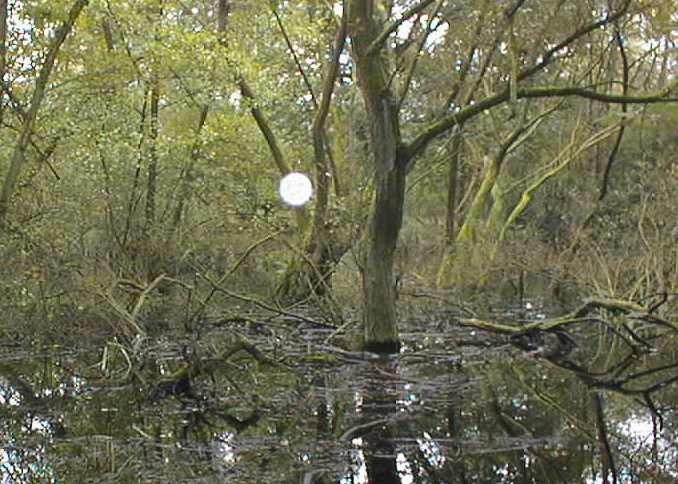
Geisterfleck auf einer Taglichtaufnahme, 2011

Nach dem Ende der Spiritismusbewegung tauchten nur noch vereinzelt Geisterfotografien in den Medien auf. Anders als die Atelieraufnahmen von Mumler oder Hope sind die meisten neueren Fotos mit Aufnahmen in Spukhäusern verbunden wie die berühmte Aufnahme der Brown Lady in Raynham Hall im Jahr 1936 oder ein 2015 veröffentlichtes Foto einer Touristin aus dem Hampton Court Palace, auf dem der Geist von Sibell Penn zu sehen sein soll. Die meisten dieser Aufnahmen können auf Doppelbelichtungen, verschmutzte Kameralinsen oder im Fall digitaler Fotos auf Sensorflecken zurückgeführt werden. Auch Staubpartikel können auf den ersten Blick unerklärliche Lichtreflexionen (Rückstreuung) bei digitalen Aufnahmen verursachen (sogenannte Orbs oder Geisterflecken).
In esoterischen und parapsychologischen Kreisen werden auch heute noch durch spiritistische Medien erstellte Geisterfotografien als authentische Werke verbreitet. Eine ernsthafte wissenschaftliche Diskussion wie zu Beginn des 20. Jahrhunderts ist damit aber nicht mehr verbunden.